# Shark Side of the Moon
Pour plus de détails, voir Fiche technique et Distribution.
Shark Side of the Moon est un film américain réalisé par Glenn Campbell et Tammy Klein, sorti en 2022. Il met en vedettes dans les rôles principaux Maxi Witrak, Ego Mikitas et Tania Fox.
Le titre est une parodie de l'expression « Dark Side of the Moon » (« la face cachée de la Lune ») rendue célèbre par l'album des Pink Floyd, le mot « Dark » (littéralement « sombre », mais dans ce contexte « cachée ») étant remplacé par « Shark » (« requin »).

## Synopsis
Pendant la guerre froide, l’URSS a développé des requins hyper-agressifs indestructibles. Incapables de les tuer, les chefs militaires de l’URSS ont envoyé les requins sur la Lune. La première équipe d’astronautes américains à mettre le pied sur la Lune depuis des décennies doit réparer un module trouvé sur la face cachée de la Lune. 
Là, les astronautes rencontrent les requins lunaires soviétiques et doivent mener un combat épique pour sauver leur vie.

## Distribution
- Maxi Witrak : Commander Nicole Tress
- Ego Mikitas : Sergei
- Tania Fox : Akula
- Michael Marcel : Michael Kelly
- Sandi Todorovic : Alexei
- Konstantin Podprugin : Henri
- Lindsey Marie Wilson : Ellie Waters
- Lydia Hunter : Josie
- Terrance Livingston Jr. : Liam
- Michael Déni : Owen Watson
- Reginald Stalling : Tom
- Roman Chsherbakov : Sergei jeune
- Tammy Klein : employé #1 du centre de contrôle de mission
- Mahpara Khan : employé #2 du centre de contrôle de mission
- Natasha Goubskaya : Tzarina (voix)
- Yelena Savranskaya : Scar (voix)
- April Duran : soldat russe
- Dallas Schaefer : soldat russe[1]

## Production
Le film est sorti le 12 août 2022 aux États-Unis, son pays d’origine.

## Accueil

### Réception critique
Shark Side of the Moon recueille un score d’audience de 74% sur Rotten Tomatoes.